# Bogislav V av Pommern
Bogislav V av Pommern, död 1374, var regerande furste av Rügen 1326-1374, hertig av Pommern–Wolgast 1326-1368 och Pommern–Stolp 1368-1374. 
Han var samregent i Pommern–Wolgast med sina bröder Barnim IV av Pommern och Wartislaw V av Pommern. 
Efter Barnim IV:s död 1368 delades Pommern–Wolgast mellan Bogislaw V, som fick Pommern–Stolp; Wartislaw V, som fick Pommern–Neustettin; och Barnims två söner Wartislaw VI av Pommern och Bogislaw VI av Pommern, som fick Rügen och Usedom. 